# Northern Army Group

Verbandsabzeichen der NORTHAG

Verantwortungsbereiche der Korps in Deutschland in den 1980er Jahren

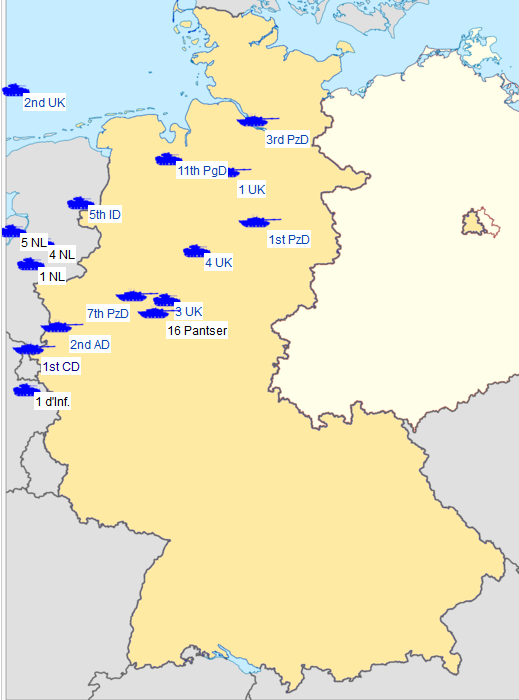
Standorte der wichtigsten NORTHAG-Einheiten im Jahr 1989

Die Northern Army Group (NORTHAG – Heeresgruppe Nord) war ein Zusammenschluss mehrerer westeuropäischer Heereskorps, die während des Kalten Krieges im Verteidigungsfall der NATO unterstellt werden sollten. Sie hätten so unter einem einheitlichen Kommando gestanden.

## Auftrag

### Grenzen
NORTHAG hatte seinen Verteidigungsschwerpunkt in der Norddeutschen Tiefebene und hätte mit der Verteidigung faktisch erst auf Höhe des Weserberglandes begonnen. Auf einer Frontbreite von 380 Kilometern hatte NORTHAG neun Divisionen zur Verfügung. NORTHAG hatte seinen Verantwortungsbereich in mehrere Verzögerungs- bzw. Verteidigungslinien (LIVERPOOL bzw. TORONTO auf der Höhe Ems – Soest – Winterberg, Weser-Fulda-Linie) unterteilt. Im Szenario des Jahres 1989 stellte der Elbe-Seitenkanal weitgehend den VRV dar. Ostwärtig davon im Wendland und im Raum Wolfsburg waren Verzögerungsverbände (u. a. 41. NL Panzerbrigade) eingesetzt. Die Schlüsselgelände befanden sich südlich von Hamburg, in der Nordheide, zwischen Celle und Hannover sowie zwischen Hannover und Salzgitter. Je nach Kriegsverlauf sollten vom I. NL Korps, I. DE Korps und I. BR Korps gepanzerte Gegenangriffe durchgeführt werden.

### Gliederung
Die Northern Army Group bestand aus folgenden Verbänden:
- Northern Army Group
  - Eerste Legerkorps (Niederlande)
    - Eerste Divisie „7 December”
    - 4. Mechanisierte Division
    - 5. Mechanisierte Division
    - 101. Infanterie Brigade

  - I. Korps (Bundeswehr)
    - 1. Panzerdivision
    - 3. Panzerdivision (im Verteidigungsfall dem niederländisch geführten Eerste Legerkorps unterstellt)
    - 7. Panzerdivision
    - 11. Panzergrenadierdivision
    - Luftlandebrigade 27

  - I Corps (Vereinigtes Königreich)
    - 1st Armoured Division
    - 2nd Infantry Division (in Großbritannien stationiert; sollte sich innerhalb von 72 Stunden nach der Mobilisierung dem I Corps in Deutschland anschließen)
    - 3rd Division
    - 4th Armoured Division

  - I. Corps (Belgien)
    - 1. Infanterie Division
    - 16. Panzerdivision

### Operationsbereich
Im Verteidigungsplan der NATO gegen eine potentielle Bedrohung durch den Warschauer Pakt war der NORTHAG der Bereich zwischen Hamburg und Kassel (Nord-Süd) und der deutsch-niederländischen, bzw.-belgischen Grenze bis zur (damaligen) innerdeutschen Grenze (West-Ost) zugewiesen. Die Standorte der NORTHAG-Streitkräfte befanden sich dementsprechend größtenteils in diesem Bereich. Nördlich schloss sich der Kommandobereich der Allied Forces Northern Europe (AFNORTH) und im Süden die Central Army Group (CENTAG) an.

### Operationsplanung
In den Planungen wurde von einem massiven Angriff des Warschauer Paktes von zwei strategischen Staffeln mit einem hohen Tempo ausgegangen. Die hohe Truppenpräsenz dieser Streitkräfte ließen die Vermutung zu, dass im ungünstigen Fall mit einem verdeckt vorbereiteten Angriff ohne vorherige Mobilmachung bei kurzer Vornwarnzeit zu rechnen sei. Nach sowjetischer Militärdoktrin bestanden die Angriffsverbände aus mobilen und vollmechanisierten Kampftruppen mit starken Artilleriegruppierungen, teilweise als Operative Manövergruppen (OMG) und von einer Luftarmee mit Frontfliegerkräften (Erdkampfflugzeuge und Kampfhubschrauber) unterstützt.
Die Freigabe nuklearer Gefechtsfeldwaffen war bei tiefen nicht haltbaren Feindeinbrüchen geplant.
Die Verteidigungsplanung (Operationsplanung (OpPlan)) von NORTHAG richtete sich nach den geographischen Gegebenheiten entlang des Elbe-Seitenkanals, des Harzes, Sollings und Kaufunger Waldes und ermöglichte den Kampf aus Stellungsräumen aus Ortsrändern, Gewässerläufen und Waldrändern.
Es standen sich folgende Kräfte gegenüber:
- I. NL-Korps - 1. Polnische Armee
- I. DE-Korps - 2. Gardepanzerarmee
- I. BR-Korps - 3. Stoßarmee
- I. BE-Korps - 3. Stoßarmee

Die „Erste Schlacht“ der militärischen Konfrontation sollte möglichst mobil und grenznah entlang des VRV geführt werden. In den Korpssektoren verteidigten jeweils zwei Divisionen eine Gefechtsbreite von 40 bis 45 Kilometern.
Die operative Reserve von NORTHAG stellte die 7. Panzerdivision und das 3. US-Korps. Da die 3. Panzerdivision im niederländischen Korpssektor bis zum Eintreffen der Hauptkräfte verteidigen sollte, spielten die Fähigkeiten des I. DE-Korps eine besondere Rolle bei der Operationsführung von NORTHAG.
Alle vier nationale Korps hatten sich auf taktischer Ebene auf eine bewegliche Gefechtsführung aus Stellungen, Sperren und Feuerfeldern geeinigt. Bis auf das I. BR-Korps hielten sie sich an das Konzept der Vorneverteidigung. Im britischen Sektor sollte unter der Preisgabe von Raum in der Tiefe verteidigt werden. Erst auf Nachdruck von AFCENT sollte die Vorverlegung an der Weser stattfinden.
Neue operative Konzepte wurden von General Sir Nigel Bagnall mit dem GDP 1984 eingebracht. Das BR-Korps wurde in Divisionen, Field Forces und Battle Groups eingeteilt und in drei Panzerdivisionen mit je drei Brigaden, einer Sicherungsdivision und einer Artilleriedivision reorganisiert. Zur Modernisierung gehörten Challenger-Kampfpanzer, Warrior-Schützenpanzer, MLRS-Mehrfachraketenwerfer sowie Panzerabwehr- und Transporthubschrauber.
CINCENT General Leopold Chalupa widersprach diesem Konzept und versagte ihm die Zustimmung, weil es den Prinzipien der Vorneverteidigung nicht entgegenkam.

## Geschichte
Das Oberkommando (HQ) NORTHAG wurde am 1. November 1952 in Bad Oeynhausen aufgestellt und 1954 nach Mönchengladbach-Rheindahlen verlegt. Am Standort Mönchengladbach wurde das HQ NORTHAG mit drei weiteren Kommandostellen, dem Hauptquartier der Second Allied Tactical Air Force (2 ATAF), dem Hauptquartier der British Army of the Rhine (BAOR) und dem Hauptquartier der Royal Air Force Germany (RAFG) zusammengeführt.
In den 1960er Jahren hatte der Operationsplan von NORTHAG die Kanalisierung feindlicher Verbände bis zum Erreichen des Abwehrraumes im Bereich Weser zum Ziel.
In dieser Zeit wurde auch eine operative Tiefenaufklärung in einer Tiefe bis zu 500 Kilometer auf dem Territorium der DDR und Polens betrieben. Diese Aufklärungsarbeit wurde vom britischen 23rd Special Air Service Regiment (SAS) unterstützt. Um sich vor einem möglichen Überraschungsangriff des Warschauer Paktes zu schützen und eine sinnvolle Truppeneinteilung an den Schwerpunkten vorzunehmen, wurden den Aufklärungsergebnissen, die innerhalb der ersten 48 Stunden nach Eintreten eines bewaffneten Konfliktes gewonnen werden konnten, große Bedeutung beigemessen.
In den 1980er Jahren wurde im Stab des I. DE Korps an der Taktik „Halten am VRV“ festgehalten. Der GDP 88 des I. BR Korps sah eine weitaus mobilere Verteidigung bis auf Linie der Weser vor. Die Norddeutsche Tiefebene wurde von der NATO als einer der wichtigsten und gleichzeitig auch verwundbarsten Abschnitte in der Verteidigung Deutschlands angesehen. Beim I. NL Korps ging man von circa 48 Stunden aus, bis die GDP-Stellungen erreicht werden konnten. Das I. DE Korps hatte die Aufgabe, so lange das Verzögerungsgefecht zu führen, bis das I. NL Korps die volle Gefechtsbereitschaft erreicht hatte. Das I. BR Korps hielt einen Teil seiner Streitkräfte in Großbritannien zurück. Die „schwächere“ Division war im schwierigeren Gelände eingesetzt. Ähnliches galt für das I. BE Korps, welches ebenfalls schwieriges Gelände zu behaupten und nur zwei Divisionen zur Verteidigung des sogenannten „Streifens von Göttingen“ zur Verfügung hatte. Es hielt rund 50 % seiner Truppen in Belgien. Für die REFORGER-Bereitstellung des III. US-Korps ging man von etwa 30 Tagen aus.
COMNORTHAG General Martin Farndale ließ im Jahr 1987 auf der Übung „Certain Strike“ (10.–25. September 1987) ein neues multinationales Operationskonzept üben, bei der erstmals ein komplettes US-Korps nach Deutschland verlegt wurde.

## Manöver (Auswahl)
- Maiden Trip (1979) 43. Pantserbrigade (NL)
- Thor Keystone (1979)
- Harte Faust (1979)
- Spearpoint 80 / Crusader (1980) im Ballungsraum Hildesheim, Hannover, Alfeld, Hameln
- Starke Wehr 82 (1982)
- Eternal Triangle (1983)
- REFORGER '83[15]
- Lionheart 84 (1984) das größte Herbstmanöver der Briten seit Ende des 2. WK
- Trutzige Sachsen (1985)
- Crossed Swords (1986)[16]

## Verbandsabzeichen
Beim Bau des Hauptgebäudes für das gemeinsame Hauptquartier, dem JHQ (Joint Headquarters), wurde eine fränkische Streitaxt (Franziska) gefunden. Sie wurde als Verbandsabzeichen für die NORTHAG gewählt, da sie den Sieg eines westlichen Heeres gegen Angreifer aus dem Osten symbolisiert. Die Franken besiegten im Jahre 451 n. Chr. eine Armee unter der Führung von Attila bei Châlons-sur-Marne und beendeten somit eine Eroberung Westeuropas durch die Hunnen.

## Organisation
In der NATO-Kommandostruktur unterstand das HQ NORTHAG den Allied Forces Central Europe (AFCENT), welches dem Supreme Headquarters Allied Powers Europe (SHAPE) unterstellt war.
Oberbefehlshaber des HQ NORTHAG war grundsätzlich ein britischer General, gleichzeitig Oberkommandierender der britischen Rheinarmee (BAOR). Chef des Stabes war ein deutscher Generalmajor, mit je einem belgischen und niederländischen Generalmajor als Stellvertreter.
Dem HQ NORTHAG wurden folgende nationale Verbände zugeordnet:
- das belgische I. Korps (1. Infanteriedivision, 16. Panzerdivision),
- das britische I. Korps (1st Armoured Division, 3. und 4. Panzerdivision, 2. Infanteriedivision),
- das niederländische I. Korps (1., 4. und 5. Division, ab 1985 zusätzlich die deutsche 3. Panzerdivision)
- ab 1957 das deutsche I. Korps (1. Panzerdivision und 7. Panzerdivision, 11. Panzergrenadierdivision, Luftlandebrigade 27),
- als Reserve das III. US-Korps (1. Kavalleriedivision, 2. Panzerdivision, 5. Mechanisierte Division, 3. Panzerkavallerieregiment) aus den USA, mit eingelagertem Gerät in Nordrhein-Westfalen, den Niederlanden und Belgien

Diese Verbände unterstanden ihren jeweiligen nationalen Kommandostellen. Die gesamte Führungsgewalt über die Korps sollte erst im Verteidigungsfall auf die NATO, und somit auf das HQ NORTHAG, übergehen. Die Luftunterstützung sollte durch die 2 ATAF gewährleistet werden.
Dem HQ NORTHAG waren neben dem multinationalen Stabspersonal, schon im Frieden, folgende nationale Truppenteile unterstellt:
- die belgische 13. Fernmeldekompanie (13. Cie T Tr)
- das britische 28. Fernmelderegiment (NORTHAG)
- das deutsche Fernmeldebataillon 840 (NORTHAG)
- eine niederländische Fernmeldekompanie und die
- NORTHAG-Fernmeldekompanie (NORTHAG Air Support Radio Squadron), welche aus Soldaten aller vier Nationen zusammengesetzt war.

Intern war für die Kommunikation zwischen dem Hauptquartier und den Verbänden die NORTHAG Signal Group zuständig. Diese war eine multinationale Abteilung, die sich der unterstellten Fernmeldeverbände bediente, welche jeweils eine andere Art der Verbindung aufbauen musste (Richtfunk, Kabelverbindung etc.).
Im Verteidigungsfall war für die Hauptquartiere der NORTHAG und der 2 ATAF die Verlegung in das JOC (Joint Operation Centre), einer Bunkeranlage im Cannerberg bei Maastricht, vorgesehen.

## Liste der Kommandeure
In der Regel hatte der COMNORTHAG eine Doppelfunktion als Kommandeur der BAOR und gleichzeitig als COMNORTHAG. Als COMNORTHAG dienten:
- General Sir John Harding, August 1951 – September 1952
- General Sir Richard N. Gale, September 1952 – Januar 1957
- General Sir A. Dudley Ward, Januar 1957 – Januar 1960
- General Sir A. James H. Cassels, Januar 1960 – April 1963
- General Sir William Gurdon Stirling, April 1963 – April 1966
- General Sir John W. Hackett, April 1966 – Juli 1968
- General Sir G.R.Desmond Fitzpatrick, Juli 1968 – Dezember 1970
- General Sir Peter M. Hunt, Dezember 1970 – April 1973
- General Sir Harry C. Tuzo, April 1973 – Januar 1976
- General Sir Frank D. King, Januar 1976 – September 1978
- General Sir William N.R. Scotter, September 1978 – Oktober 1980
- General Sir J. Michael Gow, Oktober 1980 – Juli 1983
- General Sir Nigel T. Bagnall, Juli 1983 – Juli 1985
- General Sir Martin B. Farndale, Juli 1985 – November 1987
- General Sir Brian L.G. Kenny, November 1987 – November 1989
- General Sir Peter A. Inge, November 1989 – Januar 1992
- General Sir Charles R.L. Guthrie, Januar 1992 – März 1994

## Auflösung
Am 24. Juni 1993 wurden die Hauptquartiere der NORTHAG und der 2 ATAF im Rahmen eines militärischen Festaktes offiziell aufgelöst. Letzter Befehlshaber der NORTHAG war General Sir Charles Guthrie. Letzter Chef des Stabes war Generalmajor Helmut Willmann, später Befehlshaber des Eurokorps.